# Mizar
Mizar (arabisch مئزر, DMG miʾzar ‚Gürtel/Lendentuch‘) oder ζ Ursae Majoris (Zeta Ursae Majoris, kurz ζ UMa) ist ein Stern im Sternbild Großer Bär und der mittlere Deichselstern des Großen Wagens. Mizar besitzt eine scheinbare Helligkeit von 2,06 mag. Es handelt sich nicht um einen Einzelstern, sondern um ein Mehrfachsternsystem, das etwa 83 Lichtjahre von der Sonne entfernt liegt und Mitglied der Ursa-Major-Gruppe ist. Zusammen mit Alkor bildet Mizar einen mit freiem Auge sichtbaren Doppelstern.

## Beobachtung

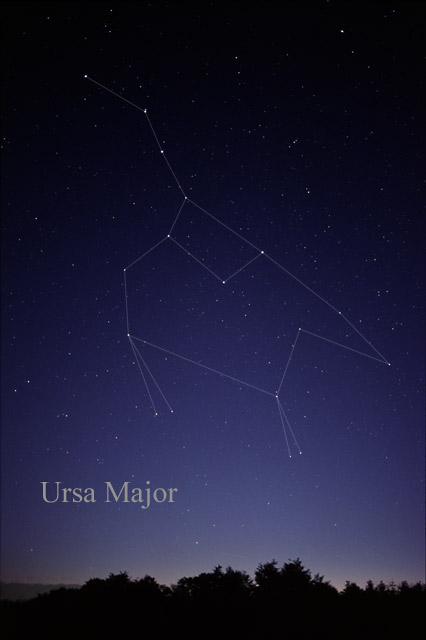
Mizar ist der zweite Stern im Schwanz des Sternbildes Ursa Major (links oben).

Besonders bekannt ist Mizar, weil er einen bereits freiäugig sichtbaren Begleiter hat: Alkor, der 4,0 mag hell ist und bei dunklem Himmel mit normalsichtigem Auge gut erkannt werden kann (siehe auch: Augenprüfer). Mizar selbst ist ein visueller Doppelstern, der mit Teleskopen und Fernrohren ab etwa 5 cm Objektivöffnung trennbar ist. Die Komponenten sind 2,27 mag und 3,95 mag hell (zusammen 2,06 mag) und stehen 14,4 Winkelsekunden auseinander.

## Erforschungsgeschichte
Als mit bloßem Auge trennbarer Doppelstern war Mizar im Zusammenhang mit Alkor bereits lange vor der Erfindung des Fernrohrs bekannt. Mittelalterliche arabische Quellen (Qazwini, Fairuzabadi) berichten, dass der Doppelstern als Sehtest gedient haben soll. Besonders bekannt ist die folkloristische Deutung als Pferd und Reiter, wobei Mizar das Pferd und Alkor den Reiter bzw. das Reiterlein darstellt. Der ursprüngliche Name des Sterns, Mirak (zugleich auch der Name für β Ursae Majoris), wurde im 16. Jahrhundert von J. J. Scaliger fälschlicherweise auf den bis heute gebräuchlichen Namen Mizar (arab. miʾzar „Gürtel“, „Lendentuch“) geändert.
Mizar wurde als erster Doppelstern mit Hilfe eines Fernrohrs als solcher erkannt. Häufig wird in der Literatur erwähnt, Giovanni Riccioli sei der erste gewesen, der um 1650 die Doppelsternnatur von Mizar entdeckt hat. Grundlage hierzu ist eine kurze Notiz in seinem Almagestum novum von 1651: „… scheint nur ein Stern in der Mitte der Deichsel des Großen Bären zu sein, wobei es tatsächlich zwei sind, wie das Teleskop offenbart.“ Tatsächlich kommt aber Benedetto Castelli als wahrscheinlichster Entdecker in Frage, da er Galileo Galilei in einem Brief vom 7. Januar 1617 bat, diesen Stern zu beobachten (was darauf hindeutet, dass Castelli die Doppelsternnatur bekannt war). Galilei selbst sah kurz darauf (vermutlich am 15. Januar 1617) Mizar im Fernrohr getrennt. Galilei versuchte auch (erfolglos) die Messung einer Fixsternparallaxe, mit deren Nachweis er ein wichtiges Argument für das heliozentrische Weltbild erhalten hätte. Da zu dieser Zeit noch nicht die Existenz von physischen Doppelsternen bekannt war und er vermutete, dass die hellere Komponente näher bei der Erde liegen müsste als die Lichtschwächere, erschien ihm dieser Stern als geeignetes Versuchsobjekt. Die erfolgreiche Messung einer Fixsternparallaxe sollte aber erst Friedrich Wilhelm Bessel im Jahr 1838 am Stern 61 Cygni gelingen.
Am 2. Dezember 1722 beobachtete Johann Georg Liebknecht einen zwischen Mizar und Alkor liegenden Stern achter Größenklasse (später als HD 116798 katalogisiert) und hielt diesen irrtümlich für einen neuen Planeten, den er Sidus Ludoviciana taufte („Ludwigs Stern“, benannt zu Ehren Ludwig V. von Hessen-Darmstadt). Bei HD 116798 handelt es sich nur um einen Hintergrundstern.
Mizar war der erste Doppelstern, von dem eine Astrofotografie angefertigt wurde und bei dem Abstands- und Positionswinkelbestimmungen auf astrofotografischem Wege vorgenommen wurden (27. April 1857 am Harvard-College-Observatorium).
Antonia C. Maury bemerkte als erste, dass sich die Spektrallinien der helleren Komponente von Mizar (Mizar A) periodisch aufspalten bzw. verschieben; dies markierte die Entdeckung der spektroskopischen Doppelsterne (am 13. November 1889 von Edward C. Pickering am Treffen der National Academy of Sciences verkündet). Dass die lichtschwächere Komponente Mizar B ebenfalls ein spektroskopischer Doppelstern ist, wurde von den Astronomen Hans Ludendorff und Edwin B. Frost unabhängig voneinander festgestellt und 1908 publiziert. Die Umlaufzeit von Mizar B konnte erst in den 1960er Jahren am Dominion Astrophysical Observatory (Kanada) bestimmt werden.
Mittels Interferometrie konnten ab den 1920er Jahren auch gewisse spektroskopische Doppelsterne (darunter Mizar A) aufgelöst werden, was mit „gewöhnlichen“ Teleskopen aufgrund der atmosphärischen Turbulenzen nicht möglich ist. Schon 1925 und 1927 wurden so die Abstände und Positionswinkel im Mizar-A-System mit Hilfe des 20-Fuß-Michelson-Interferometers am Mount-Wilson-Observatorium gemessen. Im Mai/Juni 1996 wurden die ersten Bilder des damals neuen Navy Prototype Optical Interferometer (NPOI), einer neuen Generation von optischen Interferometern, von Mizar A aufgenommen. Das nahe Flagstaff (Arizona, Vereinigte Staaten von Amerika) gelegene NPOI erreichte hierbei eine Auflösung von 3 Milliwinkelsekunden.
Gemäß einer Studie von George A. Gontcharov und Olga V. Kiyaeva aus dem Jahr 2010 könnte Mizar A einen weiteren, bisher unentdeckten Begleiter besitzen. Der endgültige Nachweis steht aber noch aus.

## Mizar als Sternsystem
Mizar ist ein Vierfachsternsystem. Es setzt sich aus zwei spektroskopischen Doppelsternen (Mizar A und Mizar B) zusammen, die ein übergeordnetes System bilden.
Mizar A (ζ1 Ursae Majoris, V = 2,27 mag, bestehend aus Mizar Aa und Mizar Ab) zählt zu den Ap-Sternen und besitzt die Spektralklasse A1 VpSrSi („p“ weist auf die chemische Pekuliarität und „SrSi“ auf ungewöhnlich starke Linien des Strontiums und Siliziums im Spektrum hin). Interferometrische Messungen am NPOI und deren Kombination mit älteren Radialgeschwindigkeitsdaten (Hummel et al. 1998) ergeben eine Masse des Systems von 4,93 ± 0,14 M⊙ und eine Bahnneigung von 60,5°. Neue präzise Radialgeschwindigkeitsmessungen (Behr et al. 2011) ergeben bei Verwendung dieser Bahnneigung 4,46 ± 0,05 M⊙, wobei auf Mizar Aa 2,22 M⊙ und auf Mizar Ab 2,24 M⊙ entfallen. Die in ihren Eigenschaften fast identen Hauptreihensterne gehören beide der Spektralklasse A2 (± 1 Subklasse) an und besitzen je eine effektive Temperatur von ca. 9 000 K, einen Radius von 2,4 R⊙ und eine Leuchtkraft von ca. 33 L⊙. Sie umkreisen einander mit einer Umlaufzeit von 20,54 Tagen, wobei ihr gegenseitiger Abstand zwischen 16 und 54 Mio. km (0,1 – 0,4 AE) schwankt. Der maximale scheinbare Abstand erreicht höchstens 0,01″. Mizar A ist ein double-lined spectroscopic binary (kurz SB2), womit das periodische Aufspalten der Spektrallinien im Linienspektrum und so die Sichtbarkeit der Linien beider Komponenten gemeint ist (siehe: Radialgeschwindigkeit, Doppler-Effekt).
Mizar B (ζ2 Ursae Majoris, V = 3,95 mag, bestehend aus Mizar Ba und Mizar Bb) wurde als Metalllinien-Stern (Am-Stern) klassifiziert; die Spektralklasse kA1hA2mA7 besagt, dass der Stern basierend auf der K-Linie des Kalziums („k“) den Spektraltyp A1, basierend auf den Wasserstofflinien („h“) den Spektraltyp A2 und basierend auf den Metalllinien („m“) den Spektraltyp A7 besitzt. Die Umlaufzeit der Einzelsterne beträgt 175,6 Tage. Sie bilden einen single-lined spectroscopic binary (kurz SB1), bei dem nur die Linien des Hauptsterns sichtbar sind und sich periodisch verschieben. Die Linien des Begleiters zeigen sich nicht, was auf eine größere Helligkeitsdifferenz zwischen den Komponenten (Überstrahlung des Begleiters) und folglich relativ unterschiedliche physikalische Eigenschaften schließen lässt. Mizar Ba besitzt rund 1,8 M⊙, während die Masse von Mizar Bb, dessen genaue Natur unbekannt ist, zwischen 0,24 M⊙ und ≈ 0,66 M⊙ eingegrenzt wird. Jedoch schätzte Gutmann (1965) die Masse des Systems Mizar B auf ca. 80 Prozent von Mizar A, was (auf Grundlage der Mizar-A-Masse nach Hummel et al. 1998) rund 3,9 M⊙ wären.
Die Bahnelemente der Einzelsysteme lauten:
| Bahnelement            | für Mizar A               | für Mizar A             | für Mizar B          |
| Bahnelement            | nach Hummel et al. (1998) | nach Pourbaix (2000)    | nach Gutmann (1965)  |
| ---------------------- | ------------------------- | ----------------------- | -------------------- |
| Umlaufzeit             | 20,538 35 ± 0,000 05 d    | 20,538 66 ± 0,000 14 d  | 175,57 ± 0,07 d      |
| Epoche des Periastrons | JD 2 447 636,07 ± 0,02    | B1963,151 00 ± 0,000 08 | JD 2 437 295,9 ± 1,2 |
| Exzentrizität          | 0,535 4 ± 0,002 5         | 0,529 ± 0,005 2         | 0,463 ± 0,019        |
| Große Halbachse        | 0,009 83 ± 0,000 03″      | 0,010 0 ± 0,000 32″     | unbestimmt           |
| Bahnneigung            | 60,5 ± 0,3°               | 61 ± 1,2°               | unbestimmt           |
| Argument des Knotens   | 106,0 ± 0,4°              | 106 ± 1,1°              | unbestimmt           |
| Argument der Periapsis | 104,3 ± 0,3°              | 105,5 ± 0,79°           | 6,9 ± 3,7°           |

Die beiden Sternsysteme umkreisen sich nun wiederum gegenseitig in einem übergeordneten System. Die Abstände und Positionswinkel von Mizar B zu A betrugen im Jahr 1755 13,9″ und 143° und im Jahr 2017 14,4″ und 153°. Mizar B hat sich also innerhalb von 262 Jahren 10° um Mizar A bewegt und den Abstand um 0,5″ vergrößert. Dieser beobachtete Bogen ist zu klein, um daraus die komplette Bahn bestimmen zu können. Die Umlaufzeit wird auf einige Jahrtausende geschätzt.
Die Auswertung astrometrischer Daten von Hipparcos und anderen Sternkatalogen ergab für Mizar A den Verdacht auf unregelmäßige Eigenbewegung, was auf eine weitere Komponente im System hindeuten würde. Gontcharov und Kiyaeva (2010) geben für diese ungewisse Komponente eine Masse von 1,5 ± 0,4 M⊙ und eine Umlaufzeit von ≈ 37 Jahren um Mizar A an und schlagen als passendste Erklärung einen Doppelstern aus zwei Zwergsternen vor. Da die Daten aber zu stark streuen, um die unregelmäßige Eigenbewegung eindeutig belegen zu können, bleibt die Existenz dieser neuen Komponente fraglich.

## Frage der Zusammengehörigkeit von Mizar und Alkor
Bis heute ist nicht geklärt, ob Alkor gravitativ an Mizar gebunden ist und einen Orbit um ihn beschreitet (physischer Doppelstern), oder ob es sich nur um zwei relativ nahe beieinander stehende Nachbarsternsysteme ohne gegenseitigen Einfluss (optischer Doppelstern) oder zumindest ohne geschlossene Bahn handelt. Im ersteren Fall würden Mizar und Alkor ein sechsfaches Sternsystem bilden, da Alkor ebenfalls ein Doppelsternsystem ist.
Mizar und Alkor sind Kernmitglieder des Ursa-Major-Bewegungshaufens, dessen Kernbereich aus 15 Sternen bzw. Sternsystemen besteht, etwa 28 M⊙ besitzt und einen Raum von ca. 100 Kubikparsec umfasst. Somit weisen Mizar und Alkor von vornherein eine ähnliche Eigenbewegung und Radialgeschwindigkeit auf bzw. teilen diese Werte mit jenen des Haufens. Die Raumgeschwindigkeit von Mizar und Alkor differiert mit 2,7 ± 0,8 km/s nur gering. Der scheinbare Abstand beträgt 11,8 Winkelminuten; in Anbetracht der scheinbaren Größe des Haufen-Kernbereichs (rund 200 Quadratgrad) ist dies ungewöhnlich eng beisammen. Die bisher genauesten Entfernungsbestimmungen für Mizar sind die dynamische Parallaxe von 39,4 ± 0,3 mas (Hummel et al. 1998) und die aus der Hipparcos-Mission gewonnene trigonometrische Parallaxe von 38,01 ± 1,71 mas (überarbeiteter Hipparcos-Katalog, van Leeuwen 2007) – das ergibt einen gewichteten Mittelwert von 39,36 ± 0,30 mas (≙ 82,9 ± 0,7 Lj). Für Alkor beträgt die trigonometrische Parallaxe 39,91 ± 0,13 mas (≙ 81,7 ± 0,3 Lj). Daraus wurde via Monte-Carlo-Simulation die Distanz zwischen Mizar und Alkor zu 74 000 ± 39 000 AE (1,2 ± 0,7 Lj) berechnet. Der rechnerisch kleinstmögliche Abstand liegt bei 17 800 AE (0,3 Lj). Zum Vergleich: Der massereichste Stern des Haufens, das Kernmitglied Alioth (ε Ursae Majoris), liegt 6,6 ± 0,1 Lj von Alkor entfernt. Unter diesen Aspekten ist die Möglichkeit, dass Mizar und Alkor ein übergeordnetes Sternsystem bilden, durchaus nicht auszuschließen.
Computersimulationen zeigen, dass in dichten Sternhaufen mit einer Entstehungsdichte von über 100 M⊙ pro Kubikparsec die Bildung physischer Doppelsterne mit über 10 000 AE gegenseitigem Abstand verhindert wird, da die Umgebungssterne die Bahn stören würden. Demnach könnte Alkor nie einen vollen Umlauf um Mizar absolvieren. Falls Mizar und Alkor ein physisches Mehrfachsternsystem bilden, würden sie hierzu ein Gegenbeispiel darstellen, was eine anfängliche Dichteobergrenze des Ursa-Major-Haufens von 100 M⊙ pro Kubikparsec annehmen lässt. Es wäre dann nach Castor (Entfernung ≈ 52 Lj) das zweitsonnennächste bekannte Sechsfachsternsystem.